# Sipunculidae
Sipunculidae es la única familia de anélidos incluida en el orden Sipuncula o gusanos cacahuete, que incluye gusanos celomados no segmentados. El nombre viene del idioma griego y significa tubo pequeño.
Existen cerca de 27 especies distintas, del total de las 150 que componen el filo. Todas sin dimorfismo sexual exclusivamente marinas, ya sea en océanos o lagos. Carecen de aparato respiratorio y son detritívoros.

## Morfología
El cuerpo está dividido en dos partes:
Introverto: Con boca y tentáculos, pueden poseer espinas o tubérculos. Puede retraerse en el tronco gracias a los músculos retractores del introverto.
Tronco: Con el ano en disposición dorsal y anterior y un par de nefridioporos. Pueden poseer un espesamiento cuticular anterior y dorsal (escudo anal) o posterior (escudo caudal).

## Especies

### Phascolopsis
- Phascolopsis gouldii (De Pourtalés, 1851)

### Siphonomecus
- Siphonomecus multicinctus Fisher 1947

### Siphonosoma
- Siphonosoma arcassonense (Cuenot, 1902)
- Siphonosoma australe (Keferstein, 1865)
- Siphonosoma boholense (Selenka, de Man & Bülow, 1883)
- Siphonosoma cumanense (Keferstein, 1867)
- Siphonosoma dayi Stephen 1942
- Siphonosoma funafuti (Shipley, 1898)
- Siphonosoma ingens (Fisher, 1952)
- Siphonosoma mourense Satô, 1930
- Siphonosoma rotumanum (Shipley, 1898)
- Siphonosoma vastum (Selenka & Bülow, 1883)

### Sipunculus
- Sipunculus indicus Peters, 1850
- Sipunculus lomonossovi Murina 1968
- Sipunculus longipapillosus Murina 1968
- Sipunculus marcusi Ditadi 1976
- Sipunculus mundanus Selenka and Bulow, 1883
- Sipunculus norvegicus Danielssen, 1869
- Sipunculus nudus Linnaeus, 1766
- Sipunculus phalloides (Pallas, 1774)
- Sipunculus polymyotus Fisher 1947
- Sipunculus robustus Keferstein 1865

### Xenosiphon
- Xenosiphon absconditus Saiz 1984
- Xenosiphon branchiatus (Fischer, 1895)